# Bleikjene
Ne doit pas être confondu avec Bleikjene (Rundeholmen).
Bleikjene est une île norvégienne du comté de Hordaland appartenant administrativement à Bømlo.

## Description
Rocheuse et désertique, à fleur d'eau, elle s'étend sur environ 77 m de longueur pour une largeur approximative de 55 m. 